# 자공민 노선
자공민 노선(自公民路線)은 전후 일본의 정치에서 집권 정당이던 자유민주당이 야당이던 공명당 및 민사당과 협조하여 정권을 운영했던 것을 말한다. 다만 이는 공명당과 민사당이 연립정부를 구성하여 여당이 되었던 것은 아니며 각외협력도 하지 않은 채 어디까지나 야당의 입장에서 자민당과 정책적 협조를 한 것에 불과했다.

## 역사
중의원과 참의원에서 여야가 백중세의 상태를 보일 때 자민당이 공명당과 민사당의 수정안을 받아들이는 형태로 중요 법안들을 성립시켰던 것이 시초다.
1960년 자민당 출신 총리인 기시 노부스케가 안보투쟁의 여파로 총리직에서 물러날 때 자민당이 스스로 후임 총리로 민사당의 니시오 스에히로를 거론했을 정도로 두 정당의 관계는 가까운 편이었다. 니시오 본인이 총리직을 고사했기에 후임 총리는 자민당의 이케다 하야토가 차지했지만 이러한 관계를 불편하게 여긴 일본사회당은 민사당을 두고 익찬 야당, 제2의 자민당이라며 조롱하기도 했다(니시오는 이에 대해 사회당을 두고 제2의 일본 공산당이라며 반박했다).
공명당 역시 1971년 오키나와 반환 협정 때 자민당의 다나카 가쿠에이 간사장, 민사당의 이케다 데이지 국회대책위원장과 공명당의 야노 준야 서기장이 접촉하여 수정안을 통과시키는 등 이미 정책 협조가 이루어지고 있었다. 다만 자민당과 민사당의 관계가 당과 당의 관계였다면 자민당과 공명당의 관계는 다나카파와 당의 관계라고 불릴 정도로 자민당 내에서 다나카파가 공명당과 밀접한 관계를 유지했다.
공명당과 민사당은 어디까지나 야당으로서 집권 정당인 자민당과 대립하는 관계였기에 사회당과 접촉하여 사공민 노선을 모색하기도 했다. 하지만 1970년대 후반부터 지방자치단체장 선거에서 자공민의 선거 협력이 가시화되면서 세 정당은 밀접한 관계를 만들기 시작했다. 1979년 도쿄도지사 선거에서 미노베 료키치의 후임으로 사회당과 공산당은 혁신 단체장으로서 오타 가오루를 지지했지만 자공민과 신자유클럽의 지지를 받은 스즈키 슌이치가 승리했다. 이 선거 이후 민사당은 자민당 및 중도 정당과의 연립 정권을 목표로 한다고 분명히 밝혔다. 심지어 반공을 대의명분으로 삼아 사회당까지 포함하는 거대 여당 체제도 구상되기도 했다. 이는 사공 공투를 파기시키는데 기여하게 된다.
1988년 소비세를 신설하는 법률안이 통과되자 여론의 반발이 거셌고 자민당에 협조하여 소비세법안을 통과시킨 공명당과 민사당도 여론의 역풍에 휘말렸다. 이는 헌정 사상 최초의 여성 당대표인 도이 다카코가 이끄는 사회당의 인기를 급상승시키는 요소로 작용했고 1989년 제15회 일본 참의원 의원 통상선거 때는 일시적으로 사공민 노선으로 회귀하기도 했다. 하지만 사회당과 협력한 공명당과 민사당은 선거에서 유의미한 결과를 얻지 못한 채 사회당이 대부분의 결실을 가져가면서 사공민 노선은 금방 위기를 맞이했다. 같은 해 자민당의 가이후 도시키가 일본의 내각총리대신으로 취임한 뒤 오자와 이치로 자민당 간사장은 이치카와 유이치 공명당 서기장, 요네자와 다카시 민사당 서기장과 관계를 구축하여 자공민 노선이 부활했다. 1990년 제39회 일본 중의원 의원 총선거에서도 사공민 노선은 유지되었지만 여전히 사회당만 독주하면서 공명당과 민사당의 불만은 팽배해졌고 정국은 자공민 노선으로 기울어져 갔다.
1991년 도쿄도지사 선거 때는 스즈키에 대한 대항마로 자공민이 이소무라 히사노리를 옹립했지만 패배했다. 이 사건은 자민당 내에서 스즈키를 지지하는 목소리도 많았지만 오자와가 강압적으로 밀어붙인 것이었고 선거 패배에 대한 책임을 지고 오자와가 간사장직을 사임했다. 오자와가 물러나면서 자공민 노선도 일시 후퇴했다. 한편 일본노동조합총연합회(렌고)는 자공민과 사회당이 협력해서 단일 후보를 내기를 바랐지만 사회당은 오자와에 반대했기 때문에 이소무라 지지를 거부했다. 1992년 「유엔 평화유지 활동 등에 대한 협력에 관한 법률」(PKO법) 통과를 둘러싸고 자공민과 사공 두 세력이 대립했지만 결국 자공민의 뜻대로 통과됐다.
이렇듯 공명당과 민사당은 시간이 갈수록 혁신 야당에서 보수 야당으로의 변화를 확실하게 보여주고 있었고 자민당과의 정책 협조도 아끼지 않았다. 하지만 자민당은 민사당보다는 공명당을 더 신경썼다. 이는 창가학회를 지지기반으로 삼고 있는 공명당은 선거에서 막강한 조직력을 동원할 수 있었던 것에 비해 민사당은 정책적으로 자민당과 원래 가까운 편이었기에 자민당 입장에선 공명당을 더 신경쓸 수밖에 없었기 때문이었다. PKO법이 통과된 이후 제16회 일본 참의원 의원 통상선거에서 공명당은 처음으로 자민당과 선거 공조를 이루었다. 민사당은 어쩔 수없이 사회당 및 렌고와 협력했지만 손발이 맞지 않아 선거에서 대패하고 말았다.

### 55년 체제의 붕괴
1993년 제40회 일본 중의원 의원 총선거에서 자민당은 과반수 획득에 실패했고 신생당의 오자와를 중심으로 7개의 야당이 모여 연립 정권을 구성했다. 자민당의 부패와 비리에 질려버린 여론을 등에 업고 비자민·비공산 연립 정권이 출범한 것이었다. 연합정권의 총리는 일본신당의 호소카와 모리히로였지만 실제로 연립을 이끌었던 것은 오자와와 이치카와 등이었다.
하지만 오자와의 고압적이고 독선적인 정권 운영은 연립 내에서의 많은 비판을 불러냈고 특히 사회당과 신당 사키가케가 가장 큰 불만을 가졌다. 결국 사회당과 사키가케가 연립에서 이탈하면서 연립 정권은 무너졌고 1994년 두 정당은 자민당과 손을 잡아 자사사 연립 정권을 탄생시키게 되었다. 한편 연립이 붕괴한 이후 오자와는 야당들을 끌어모아 신진당을 창당했다. 이때 창가학회를 배경으로 삼고 있는 공명당과의 합당을 꺼려했던 일부 의원들은 자민당으로 이적했다.
1997년 정권 교체에 실패한 신진당은 결국 붕괴했고 옛 공명당 의원들이 모여 1998년 다시 공명당을 창당했다. 옛 민사당 의원들은 신당 우애를 결성했지만 곧 민주당으로 이적해버렸다.
1998년 제18회 일본 참의원 의원 통상선거는 거대 야당이 분열한 상태에서 치러졌고 자민당에게 불리한 악재도 없었지만 예상과 달리 자민당은 패배하여 참의원에서 과반수를 상실했다. 자민당은 참의원에서 우위를 되찾기 위해 공명당 및 자유당과의 연립을 추진하여 이를 성사시켰다. 이로써 공명당은 과거의 야당 신분에서 정책 협조에 치중하던 자공민 노선과 달리 명실상부한 연립 여당의 일부가 되었다. 2009년 제45회 일본 중의원 의원 총선거에서 자민당과 공명당이 패배하고 정권이 민주당으로 넘어가면서 두 정당의 연립도 끝났지만 2012년 제46회 일본 중의원 의원 총선거에서 정권 탈환에 성공하면서 연립 정권도 부활했다.
2005년 제44회 일본 중의원 의원 총선거 때 헌법 개정을 둘러싸고 공명당이 소극적인 태도를 보이자 자민당 내에선 개헌에 적극적인 보수적인 민주당·민사당 계열과 손을 잡아야 한다는 주장이 나오기도 했다.

### 민주당 정권
2009년 300석이 넘는 의석을 차지하여 집권한 민주당은 사회민주당 및 국민신당과 연립하여 민사국 연립 정권을 구성했다. 하지만 연립 정권은 안정적인 운영 기반을 갖추지 못해 자주 삐걱거렸고 2010년 제22회 일본 참의원 의원 통상선거에서 민주당이 대패하여 과반수를 상실했다.
이런 상황 속에서 민주당은 연립 대상인 사민당, 국민신당을 배제하고 자민당, 공명당과 소비세 증세를 합의하는 등 제휴 관계가 늘기 시작했다. 2012년 총선을 앞두고 자민당의 이시바 시게루 간사장은 자민당이 정권 탈환을 목표로 삼겠지만 공명, 민주 양당과의 합의 관계도 계속 유지할 것을 밝혔다. 결국 민주당은 패배하고 자민당과 공명당이 재집권했는데 이후에도 민주당은 두 정당과의 협조 노선을 유지했고 이를 두고 자공민 노선이 부활했다는 얘기가 떠돌곤 했다.

## 같이 보기
- 비자민
- 사공민 노선
- 자공 연립 정권